# Renata Voráčová
Renata Voráčová (Gottwaldov, 1983. október 6. –) cseh hivatásos teniszezőnő, junior Grand Slam-tornagyőztes.
2000-ben kezdte profi pályafutását. 11 páros WTA-torna győztese, emellett párosban három WTA 125K-, valamint 15 egyéni és 59 páros ITF-tornán végzett az első helyen. Legjobb egyéni világranglista-helyezése a 74. volt 2010. október 11-én, párosban a 29. helyre került 2017. augusztus 28-án.
A 2001-es Roland Garroson Petra Cetkovskával párban megnyerték a junior lányok páros versenyét. A felnőtt Grand Slam tornákon legjobb eredményeként párosban elődöntős volt a 2017-es wimbledoni teniszbajnokságon. Egyéniben a legjobb eredményét a 2007-es Australian Openen érte el, amikor bejutott a 2. fordulóba.

## Junior Grand Slam döntői

### Páros (1–0)
| Eredmény | Év   | Bajnokság     | Borítás | Partner         | Ellenfél                   | Eredmény      |
| -------- | ---- | ------------- | ------- | --------------- | -------------------------- | ------------- |
| Győztes  | 2001 | Roland Garros | Salak   | Petra Cetkovská | Neyssa Etienne Anette Kolb | 6–3, 3–6, 6–3 |

## WTA-döntői

### Páros

#### Győzelmei (11)
| Összesítés           |                        |
| Grand Slam-torna (0) |                        |
| Tier I (0)           | Premier Mandatory* (0) |
| Tier II (0)          | Premier Five* (0)      |
| Tier III (1)         | Premier* (0)           |
| Tier IV (2)          | International* (7)     |
| Tier V (1)           | Challenger* (0)        |

* 2009-től megváltozott a tornák rendszere.
 Az egymás mellett azonos színnel jelölt tornatípusok között nincs teljes mértékű megfelelés.
|     | Dátum                | Torna                                                     | Borítás    | Partner                    | Ellenfelek a döntőben                | Eredmény a döntőben | Eredmény a döntőben |
| 1.  | 2002. november 4.    | PTT Pattaya Open, Pattaja, Thaiföld                       | Kemény     | Kelly Liggan               | Lina Krasznoruckaja Tatyjana Panova  | 7–5, 7–6(7)         |                     |
| 2.  | 2006. szeptember 18. | Banka Koper Slovenia Open, Portorož, Szlovénia            | Kemény     | Lucie Hradecká             | Eva Birnerová Émilie Loit            | játék nélkül        |                     |
| 3.  | 2007. július 23.     | Gastein Ladies, Bad Gastein, Ausztria                     | Salak      | Lucie Hradecká             | Szávay Ágnes Vladimíra Uhlířová      | 6–3, 7–5            |                     |
| 4.  | 2007. szeptember 17. | Banka Koper Slovenia Open, Portorož, Szlovénia            | Kemény     | Lucie Hradecká             | Andreja Klepač Jelena Lihovceva      | 5–7, 6–4, [10–7]    |                     |
| 5.  | 2009. július 27.     | Istanbul Cup, Isztambul, Törökország                      | Kemény     | Lucie Hradecká             | Julia Görges Patty Schnyder          | 2–6, 6–3, [12–10]   |                     |
| 6.  | 2010. október 11.    | Generali Ladies Linz, Linz, Ausztria                      | Kemény (f) | Barbora Záhlavová-Strýcová | Květa Peschke Katarina Srebotnik     | 7–5, 7–6(6)         |                     |
| 7.  | 2011. április 18.    | Marrakech Grand Prix, Fez, Marokkó                        | Salak      | Andrea Hlaváčková          | Nina Bratcsikova Sandra Klemenschits | 6–3, 6–4            |                     |
| 8.  | 2012. július 9.      | Internazionali Femminili di Palermo, Palermo, Olaszország | Salak      | Barbora Záhlavová-Strýcová | Darija Jurak Marosi Katalin          | 7–6(5), 6–4         |                     |
| 9.  | 2014. október 6.     | HP Open, Oszaka, Japán                                    | Kemény     | Aojama Suko                | Lara Arruabarrena Tatjana Maria      | 6–1, 6–2            |                     |
| 10. | 2017. augusztus 5.   | Citi Open, Washington, USA                                | Kemény     | Aojama Suko                | Eugenie Bouchard Sloane Stephens     | 6–3, 6–2            |                     |
| 11. | 2019. július 28.     | Palermo Ladies Cup, Palermo, Olaszország                  | Salak      | Cornelia Lister            | Ekaterine Gorgodze Arantxa Rus       | 7–6(2), 6–2         |                     |

#### Elveszített döntői (9)
|    | Dátum                | Torna                                              | Borítás    | Partner                    | Ellenfelek a döntőben                     | Eredmény a döntőben | Eredmény a döntőben |
| 1. | 2006. július 24.     | Budapest Grand Prix, Budapest, Magyarország        | Salak      | Lucie Hradecká             | Janette Husárová Michaëlla Krajicek       | 6–4, 4–6, 4–6       |                     |
| 2. | 2007. október 29.    | Bell Challenge, Québec, Kanada                     | Kemény (f) | Stéphanie Dubois           | Christina Fusano Raquel Kops-Jones        | 2–6, 6–7(6)         |                     |
| 3. | 2009. október 19.    | BGL Luxembourg Open, Luxembourg, Luxemburg         | Kemény (f) | Vladimíra Uhlířová         | Iveta Benešová Barbora Záhlavová-Strýcová | 6–1, 0–6, [7–10]    |                     |
| 4. | 2010. július 5.      | Swedish Open, Båstad, Svédország                   | Salak      | Barbora Záhlavová-Strýcová | Gisela Dulko Flavia Pennetta              | 6–7(0), 0–6         |                     |
| 5. | 2015. január 5.      | ASB Classic, Auckland, Új-Zéland                   | Kemény     | Aojama Suko                | Sara Errani Roberta Vinci                 | 2–6, 1–6            |                     |
| 6. | 2016. május 16.      | Nürnberger Versicherungscup, Nürnberg, Németország | Salak      | Aojama Suko                | Kiki Bertens Johanna Larsson              | 3–6, 4–6            |                     |
| 7. | 2016. szeptember 26. | Tashkent Open, Taskent, Üzbegisztán                | Kemény     | Demi Schuurs               | Raluca Olaru İpek Soylu                   | 5–7, 3–6            |                     |
| 8. | 2017. január 7.      | ASB Classic, Auckland, Új-Zéland                   | Kemény     | Demi Schuurs               | Kiki Bertens Johanna Larsson              | 2–6, 2–6            |                     |
| 9. | 2019. január 5.      | Shenzhen Open, Sencsen, Kína                       | Kemény     | Tuan Jing-jing             | Peng Suaj Jang Csao-hszüan                | 4–6, 3–6            |                     |

## WTA 125K-döntői

### Páros: 8 (3–5)
| Eredmény | No. | Dátum                | Torna                                     | Borítás    | Partner           | Ellenfél a döntőben                    | Eredmény            |
| -------- | --- | -------------------- | ----------------------------------------- | ---------- | ----------------- | -------------------------------------- | ------------------- |
| Győztes  | 1.  | 2014. november 3.    | Open de Limoges, Limoges, Franciaország   | Kemény (f) | Renata Voráčová   | Babos Tímea Kristina Mladenovic        | 2–6, 6–2, [10–5]    |
| Döntő    | 1.  | 2016. november 14.   | Open de Limoges, Limoges, Franciaország   | Kemény (f) | Anna Smith        | Mandy Minella Elise Mertens            | 4–6, 4–6            |
| Győztes  | 2.  | 2017. június 11.     | Bol, Horvátország                         | Salak      | Csuang Csia-zsung | Lina Gjorcheska Aleksandrina Naydenova | 6–4, 6–2            |
| Döntő    | 2.  | 2019. március 16.    | Abierto Zapopan, Guadalajara, Mexikó      | Kemény     | Cornelia Lister   | Stollár Fanny Maria Sanchez            | 5–7, 1–6            |
| Döntő    | 3.  | 2019. június 8.      | Bol Open, Bol, Horvátország               | Salak      | Cornelia Lister   | Bacsinszky Tímea Mandy Minella         | 6–0, 6–7(3), [4–10] |
| Győztes  | 3.  | 2019. augusztus 4.   | Liqui Moly Open, Karlsruhe, Németország   | Salak      | Lara Arruabarrena | Han Hszin-jün Yuan Yue                 | 6–7(2), 6–4, [10–4] |
| Döntő    | 4.  | 2022. szeptember 25. | Budapest Open 125, Budapest               | Salak      | Jesika Malečková  | Bondár Anna Kimberley Zimmermann       | 6–3, 2–6, [10–5]    |
| Döntő    | 5.  | 2023. június 11.     | Makarska Open 125, Makarska, Horvátország | Salak      | Anna Sisková      | Ingrid Neel Vu Fang-hszien             | 3–6, 5–7            |

## Eredményei Grand Slam-tornákon

### Egyéni
| Grand Slam | Australian Open | Australian Open  | Roland Garros  | Roland Garros   | Wimbledon      | Wimbledon         | US Open        | US Open           |
| Év         | Eredmény        | Utolsó ellenfél  | Eredmény       | Utolsó ellenfél | Eredmény       | Utolsó ellenfél   | Eredmény       | Utolsó ellenfél   |
| 2002       | Selejtező (Q3)  | Selejtező (Q3)   | Selejtező (Q1) | Selejtező (Q1)  | –              | –                 | 1. kör         | Bea Bielik        |
| 2003       | Selejtező (Q1)  | Selejtező (Q1)   | Selejtező (Q3) | Selejtező (Q3)  | Selejtező (Q1) | Selejtező (Q1)    | Selejtező (Q1) | Selejtező (Q1)    |
| 2004       | Selejtező (Q1)  | Selejtező (Q1)   | –              | –               | –              | –                 | –              | –                 |
| 2005       | –               | –                | Selejtező (Q2) | Selejtező (Q2)  | –              | –                 | –              | –                 |
| 2006       | –               | –                | –              | –               | –              | –                 | Selejtező (Q2) | Selejtező (Q2)    |
| 2007       | 2. kör          | Tathiana Garbin  | Selejtező (Q3) | Selejtező (Q3)  | Selejtező (Q2) | Selejtező (Q2)    | 1. kör         | Sara Errani       |
| 2008       | 1. kör          | Sahar Peér       | Selejtező (Q1) | Selejtező (Q1)  | 1. kör         | Lindsay Davenport | Selejtező (Q1) | Selejtező (Q1)    |
| 2009       | Selejtező (Q1)  | Selejtező (Q1)   | Selejtező (Q1) | Selejtező (Q1)  | Selejtező (Q2) | Selejtező (Q2)    | Selejtező (Q1) | Selejtező (Q1)    |
| 2010       | 1. kör          | Andrea Petković  | Selejtező (Q2) | Selejtező (Q2)  | 1. kör         | Jarmila Groth     | 1. kör         | Cvetana Pironkova |
| 2011       | 1. kör          | Sandra Záhlavová | 1. kör         | Alizé Cornet    | Selejtező (Q1) | Selejtező (Q1)    | Selejtező (Q1) | Selejtező (Q1)    |
| 2012       | −               | −                | Selejtező (Q1) | Selejtező (Q1)  | −              | −                 | −              | −                 |
| 2013       | −               | −                | −              | −               | −              | −                 | Selejtező (Q1) | Selejtező (Q1)    |
| 2014       | Selejtező (Q3)  | Selejtező (Q3)   | Selejtező (Q1) | Selejtező (Q1)  | Selejtező (Q1) | Selejtező (Q1)    | Selejtező (Q2) | Selejtező (Q2)    |
| 2015       | 1. kör          | L Arruabarrena   | Selejtező (Q2) | Selejtező (Q2)  | Selejtező (Q1) | Selejtező (Q1)    | Selejtező (Q3) | Selejtező (Q3)    |

### Páros
| Grand Slam | Australian Open        | Australian Open                 | Roland Garros              | Roland Garros                     | Wimbledon                | Wimbledon                           | US Open                   | US Open                                |
| Év         | Eredmény Partner       | Utolsó ellenfél                 | Eredmény Partner           | Utolsó ellenfél                   | Eredmény Partner         | Utolsó ellenfél                     | Eredmény Partner          | Utolsó ellenfél                        |
| 2003       | 2. kör Olena Tatarkova | Jelena Bovina Justine Henin     | 1. kör Marlene Weingärtner | Teryn Ashley Abigail Spears       | 3. kör Dája Bedáňová     | Sz Kuznyecova Martina Navratilova   | 1. kör A Ehritt-Vanc      | Cara Black J Lihovceva                 |
| 2004       | 1. kör Dája Bedáňová   | N Petrova M Shaughnessy         | –                          | –                                 | –                        | –                                   | –                         | –                                      |
| 2005       | –                      | –                               | 1. kör Zuzana Ondrášková   | Sz Kuznyecova Mary Pierce         | –                        | –                                   | –                         | –                                      |
| 2006       | –                      | –                               | –                          | –                                 | –                        | –                                   | –                         | –                                      |
| 2007       | 1. kör Lucie Hradecká  | M Kirilenko J Vesznyina         | 1. kör Lucie Hradecká      | Katarina Srebotnik Szugijama Ai   | 1. kör Lucie Hradecká    | Lisa Raymond Samantha Stosur        | 1. kör Lucie Hradecká     | Michaëlla Krajicek Agnieszka Radwańska |
| 2008       | 1. kör Lucie Hradecká  | Stéphanie Foretz Selima Sfar    | 2. kör Lucie Hradecká      | Natalie Grandin Raquel Atawo      | 1. kör Lucie Hradecká    | V Azaranka Sahar Peér               | 2. kör Lucie Hradecká     | Cara Black Liezel Huber                |
| 2009       | 1. kör Maret Ani       | Hszie Su-vej Peng Suaj          | 1. kör Jarmila Groth       | Olha Szavcsuk Szun Tien-tien      | 1. kör Jarmila Groth     | Gisela Dulko Sahar Peér             | 1. kör K Dzehalevics      | Szánija Mirza F Schiavone              |
| 2010       | 2. kör M Rybáriková    | Sahar Peér Galina Voszkobojeva  | 1. kör K Dzehalevics       | M Kondratyeva Vladimíra Uhlířová  | 2. kör Julie Ditty       | Serena Williams Venus Williams      | 1. kör A Parra Santonja   | Gisela Dulko Flavia Pennetta           |
| 2011       | 1. kör Szánija Mirza   | Gisela Dulko Flavia Pennetta    | 2. kör G Voszkobojeva      | V Azaranka M Kirilenko            | 2. kör G Voszkobojeva    | Szánija Mirza J Vesznyina           | 1. kör Petra Cetkovská    | Vania King J Svedova                   |
| 2012       | –                      | –                               | 3. kör K Zakopalová        | Květa Peschke Katarina Srebotnik  | 1. kör K Zakopalová      | Darija Jurak Marosi Katalin         | 2. kör K Zakopalová       | Julia Görges Květa Peschke             |
| 2013       | –                      | –                               | 1. kör K Zakopalová        | Catalina Castaño Marosi Katalin   | 1. kör K Zakopalová      | Liezel Huber Szánija Mirza          | 1. kör E Szvitolina       | Nagyja Petrova K Srebotnik             |
| 2014       | 2. kör Kaia Kanepi     | Sara Errani Roberta Vinci       | 2. kör Aojama Suko         | Sara Errani Roberta Vinci         | 3. kör Aojama Suko       | Sara Errani Roberta Vinci           | 2. kör Lauren Davis       | Zarina Diyas Hszü Ji-fan               |
| 2015       | 1. kör Aojama Suko     | A Kudrjavceva A Pavljucsenkova  | 1. kör Aojama Suko         | Alizé Cornet Magda Linette        | 1. kör Aojama Suko       | Michaëlla Krajicek Barbora Strýcová | 1. kör Aojama Suko        | Monica Niculescu Olha Szavcsuk         |
| 2016       | –                      | –                               | –                          | –                                 | 1. kör Demi Schuurs      | Caroline Garcia Kristina Mladenovic | 1. kör AK Schmiedlová     | Andreja Klepač Katarina Srebotnik      |
| 2017       | 1. kör Demi Schuurs    | Danka Kovinić Laura Siegemund   | 1. kör Annika Beck         | Csan Hao-csing Barbora Krejčíková | Elődöntő Ninomija Makoto | Csan Hao-csing Monica Niculescu     | 1. kör Makoto Ninomiya    | Ljudmila Kicsenok Barbora Krejčíková   |
| 2018       | 1. kör Taylor Townsend | Aojama Súko Jang Csao-hszüan    | 2. kör Taylor Townsend     | Kiki Bertens Johanna Larsson      | 1. kör Monique Adamczak  | Kiki Bertens Johanna Larsson        | 1. kör L Arruabarrena     | Gabriela Dabrowski Hszü Ji-fan         |
| 2019       | –                      | –                               | 1. kör Hibino Nao          | Lucie Hradecká Andreja Klepač     | 2. kör Ninomija Makoto   | Tuan Jing-jing Cseng Szaj-szaj      | 1. kör Cornelia Lister    | Karolína Muchová Jil Teichmann         |
| 2020       | 1. kör Bernarda Pera   | Lara Arruabarrena Unsz Dzsábir  | 1. kör Bernarda Pera       | Aojama Súko Sibahara Ena          | elmaradt                 | elmaradt                            | –                         | –                                      |
| 2021       | 1. kör Vang Ja-fan     | Lizette Cabrera Maddison Inglis | 1. kör Kato Miju           | Clara Burel Chloé Paquet          | 1. kör Kato Miju         | Marie Bouzková Lucie Hradecká       | 2. kör Anhelina Kalinyina | Anastasia Rodionova Arina Rodionova    |
| 2022       | –                      | –                               | –                          | –                                 | 1. kör Kaia Kanepi       | Alicia Barnett Olivia Nicholls      | –                         | –                                      |

## Év végi világranglista-helyezései
| Év     | 2000 | 2001 | 2002 | 2003 | 2004 | 2005 | 2006 | 2007 | 2008 | 2009 | 2010 | 2011 | 2012 | 2013 | 2014 | 2015 | 2016 | 2017 | 2018 | 2019 | 2020 | 2021 | 2022 | 2023 |
| Egyéni | 750. | 240. | 131. | 132. | 569. | 281. | 165. | 109. | 137. | 135. | 82.  | 163. | 298. | 194. | 171. | 242. | 643. | –    | 693. | 627. | 823. | –    | –    | –    |
| Páros  | 379. | 379. | 129. | 82.  | 206. | 161. | 90.  | 43.  | 65.  | 61.  | 52.  | 58.  | 68.  | 87.  | 60.  | 86.  | 65.  | 30.  | 111. | 51.  | 62.  | 79.  | 107. | 163. |